# Cover You
 (janvier 2024).
Si vous disposez d'ouvrages ou d'articles de référence ou si vous connaissez des sites web de qualité traitant du thème abordé ici, merci de compléter l'article en donnant les références utiles à sa vérifiabilité et en les liant à la section « Notes et références ».
Albums de Morning Musume
Sexy 8 Beat
(21 mars 2007) Platinum 9 Disc
(18 mars 2009)
Compilations par Morning Musume
All Singles Complete
(24 octobre 2007)
Singles
1. Pepper Keibu
Sortie : 24 septembre 2008

Cover You est un album spécial du groupe de J-pop Morning Musume, sorti en 2008.

## Présentation
L'album est entièrement constitué de reprises (cover en anglais) de chansons écrites dans les années 1970 par le parolier à succès Yū Aku (ou You Aku) pour divers artistes dont le duo Pink Lady. L'album sort le 26 novembre 2008 au Japon sur le label zetima. Il atteint la 27e place du classement des ventes de l'Oricon, et reste classé pendant trois semaines, pour un total de 12 037 exemplaires vendus durant cette période. Contrairement aux autres albums du groupe, il ne sort pas également dans une édition limitée « CD+DVD », mais les premiers exemplaires de l'album sont insérés dans un boîtier cartonné avec une photo de couverture différente.
L'album contient quatorze titres, dont deux sortis précédemment en single dans une version légèrement différente : Pepper Keibu (une reprise de Pink Lady) et sa « face B » Romance (une reprise de Hiromi Iwasaki). L'un des artistes originaux, Hiroshi Itsuki, est invité à chanter en duo avec Ai Takahashi sur le titre Izakaya, qu'il avait chanté à l'origine en 1982 en duo avec l'actrice Nana Kinomi[réf. souhaitée]  .
C'est le premier album original du groupe avec les deux membres chinoises de la « 8e génération » arrivée en mai précédent : Jun Jun et Lin Lin. C'est aussi le premier album à sortir après les départs de Hitomi Yoshizawa (partie en mai précédent pour Ongaku Gatas) et de Miki Fujimoto (démissionnaire en juin précédent à la suite d'une liaison[réf. souhaitée]) ; c'est donc le premier album sans aucun membre des quatre premières générations du groupe. Mais comme il s'agit d'un album spécial « hors série », on peut aussi considérer que le premier album régulier avec ces caractéristiques est en fait le suivant, Platinum 9 Disc qui ne sort que quatre mois après.

## Formation
Membres du groupe créditées sur l'album :
- 5e génération : Ai Takahashi, Risa Niigaki
- 6e génération : Eri Kamei, Sayumi Michishige, Reina Tanaka
- 7e génération : Koharu Kusumi
- 8e génération : Aika Mitsui, Jun Jun, Lin Lin

## Liste des titres
Toutes les paroles sont écrites par Yū Aku.
| 1.  | Nagisa no Sinbad (渚のシンドバッド)                   | Shunichi Tokura  | Pink Lady, en 1977                     |  |
| 2.  | Dō ni mo Tomaranai (どうにもとまらない)               | Linda Yamamoto   | Linda Yamamoto, en 1972                |  |
| 3.  | Izakaya (居酒屋) (par Ai Takahashi et Hiroshi Itsuki) | Katsuo Ohno      | Nana Kinomi et Hiroshi Itsuki, en 1982 |  |
| 4.  | Pepper Keibu (Album ver.) (ペッパー警部...)           | Shunichi Tokura  | Pink Lady, en 1976                     |  |
| 5.  | Shiroi Chō no Samba (白い蝶のサンバ)                  | Katsuo Inoue     | Kayako Moriyama, en 1970               |  |
| 6.  | Seishun Jidai (青春時代)                              | Koichi Morita    | Kōichi Morita et Top Gallants, en 1976 |  |
| 7.  | Ringo Satsujin Jiken (林檎殺人事件)                   | Yusuke Hoguchi   | Hiromi Go et Kirin Kiki, en 1978       |  |
| 8.  | Romance (Album ver.) (ロマンス...)                    | Kyohei Tsutsumi  | Hiromi Iwasaki, en 1975                |  |
| 9.  | Machi no Akari (街の灯り)                             | Keisuke Hama     | Masaaki Sakai, en 1973                 |  |
| 10. | Koi no Dial 6700 (恋のダイヤル6700)                   | Tadao Inoue      | Finger 5, en 1973                      |  |
| 11. | Pinponpan Taisō (ピンポンパン体操)                    | Asei Kobayashi   | Suginami Junior Chorus, en 1971        |  |
| 12. | Watashi no Aoi Tori (私の青い鳥)                      | Yasushi Nakamura | Junko Sakurada, en 1973                |  |
| 13. | Johnny e no Dengon (ジョニィへの伝言)                 | Shunichi Tokura  | Pedro & Capricious, en 1973            |  |
| 14. | UFO                                                   | Shunichi Tokura  | Pink Lady, en 1977                     |  |